# Broumov
Broumov (Braunau en alemán) es una localidad del distrito de Náchod en la región de Hradec Králové, República Checa, con una población estimada a principio del año 2018 de 7524 habitantes. 
Se encuentra ubicada al norte de la región, cerca de la frontera con Polonia y de los montes Mesa (Sudetes centrales). La localidad chilena de Nueva Braunau, ubicada en la Región de Los Lagos, fue fundada por colonos austrohúngaros provenientes de esta localidad. 